# Michel Vautrot
Michel Vautrot, né le 23 octobre 1945 à Antorpe (Doubs ( anciennement Jura )), est un arbitre international et dirigeant français de football.

## Biographie
Michel Vautrot naît et grandit le 23 octobre 1945 à Antorpe, hameau de la commune de Saint-Vit à proximité de Besançon. De santé fragile, il est interdit de sport durant toute son enfance. Supporter du Racing Club Franc-Comtois, il devient arbitre officiel de ligue en 1963, à l’âge de 18 ans, puis gravit les échelons jusqu'au niveau international dans les années 1970, en parallèle avec son parcours professionnel d’enseignant puis d’inspecteur de l’éducation nationale.

## Arbitre
Michel Vautrot a arbitré 355 matches de Division 1, entre le 25 mai 1971 et le 22 mai 1991, soit 20 ans au plus haut-niveau. Il détient le record du nombre de finales de Coupe de France arbitrées : cinq, en 1979, 1982, 1983, 1984, 1987.
Durant sa carrière internationale, il a dirigé cinq matches de Coupe du monde de football, dont deux en 1982 (Italie-Pologne au premier tour et Belgique-URSS au deuxième tour) et trois en 1990 (matches de poule Pays-Bas-Irlande et Argentine-Cameroun et demi-finale Argentine-Italie). Il arbitre la finale de l'Euro 1988 qui voit les Pays-Bas l'emporter sur l'URSS. Il arbitre également la finale de la Coupe des clubs champions européens 1985-1986 remportée par le Steaua Bucarest aux dépens du FC Barcelone.

## Dirigeant
Tôt dans sa carrière, il s'investit dans la pédagogie et la protection de l’arbitrage, à l’Union nationale des arbitres français (UNAF).
Instructeur FIFA depuis 1991, il est membre de la commission d'arbitrage de la FIFA et de l'UEFA, et devient Directeur technique national de l'arbitrage français.
En 2003, Michel Vautrot alerte la Fédération et la Ligue à propos d'une affaire de subornation d'arbitres à base de téléphones portables vendus à prix d'ami qui met en cause Xavier Pettinato, fils du vice-président de la Ligue corse, et l'arbitre Stéphane Bré, mais n'est pas entendu et se fait au contraire qualifier de « corbeau » en plein conseil fédéral. Meurtri par les querelles nées de cette affaire, il démissionne de la DTNA en février 2004 et se voit écarté des instances sportives nationales par Claude Simonet (alors président de la FFF) et Bernard Saules (président de l'Unaf). Il déclare : « je n'avais fait que mon devoir en voulant la transparence et on m'a éliminé ». Il est réhabilité en 2007, après la condamnation en justice des coupables et la reconnaissance par l'UEFA du « comportement ambigu » et du « rôle trouble » de ces dirigeants.

## Distinctions
Il a été classé deux fois, en 1988 et 1989, meilleur arbitre du monde, titre décerné par l'IFFHS (International Federation of Football History & Statistics), qu'il est le seul arbitre français à avoir obtenu.
En 1990, il est lauréat du Prix Pierre-Paul Heckly de l'Académie des sports.
En 2006, Michel Vautrot est fait chevalier de la Légion d'honneur. La décoration lui est remise par Nicolas Sarkozy le 30 novembre 2009 à l'Élysée.
Son nom a été donné au « Challenge Vautrot », qui réunit chaque année dans la bonne humeur, les arbitres de football franc-comtois.
Il est par ailleurs le président d'honneur de l'AFAF, Amicale française des arbitres de football.